# Luigi Caldana
Luigi Caldana (Lazise, 26 dicembre 1929 – Verona, 28 maggio 2008) è stato un calciatore italiano, di ruolo attaccante.

## Carriera
Centravanti di grandi doti atletiche, era soprannominato "Il Nordahl del Garda" per le caratteristiche da sfondatore che lo accomunavano al fuoriclasse svedese. Debutta in Serie B con il Verona nel 1950-1951 disputando un'ottima stagione in cui mette a segno 13 reti. Dopo una parentesi con il Messina nella stagione successiva con 22 presenze, torna a Verona dove subisce un grave infortunio al ginocchio, che ne compromette le prestazioni. Gioca per altri tre anni disputando in totale 85 gare in serie cadetta.
Nel 1955 passa al Treviso dove disputa due campionati di Serie C.
Dopo il ritiro, rimane a lungo impegnato con l'Hellas come dirigente del settore giovanile. Si occupa anche di moda, diventando titolare di un famoso negozio di abbigliamento nella centrale via Mazzini di Verona.